# Nœud de Savoie
Pour les articles homonymes, voir nœud.

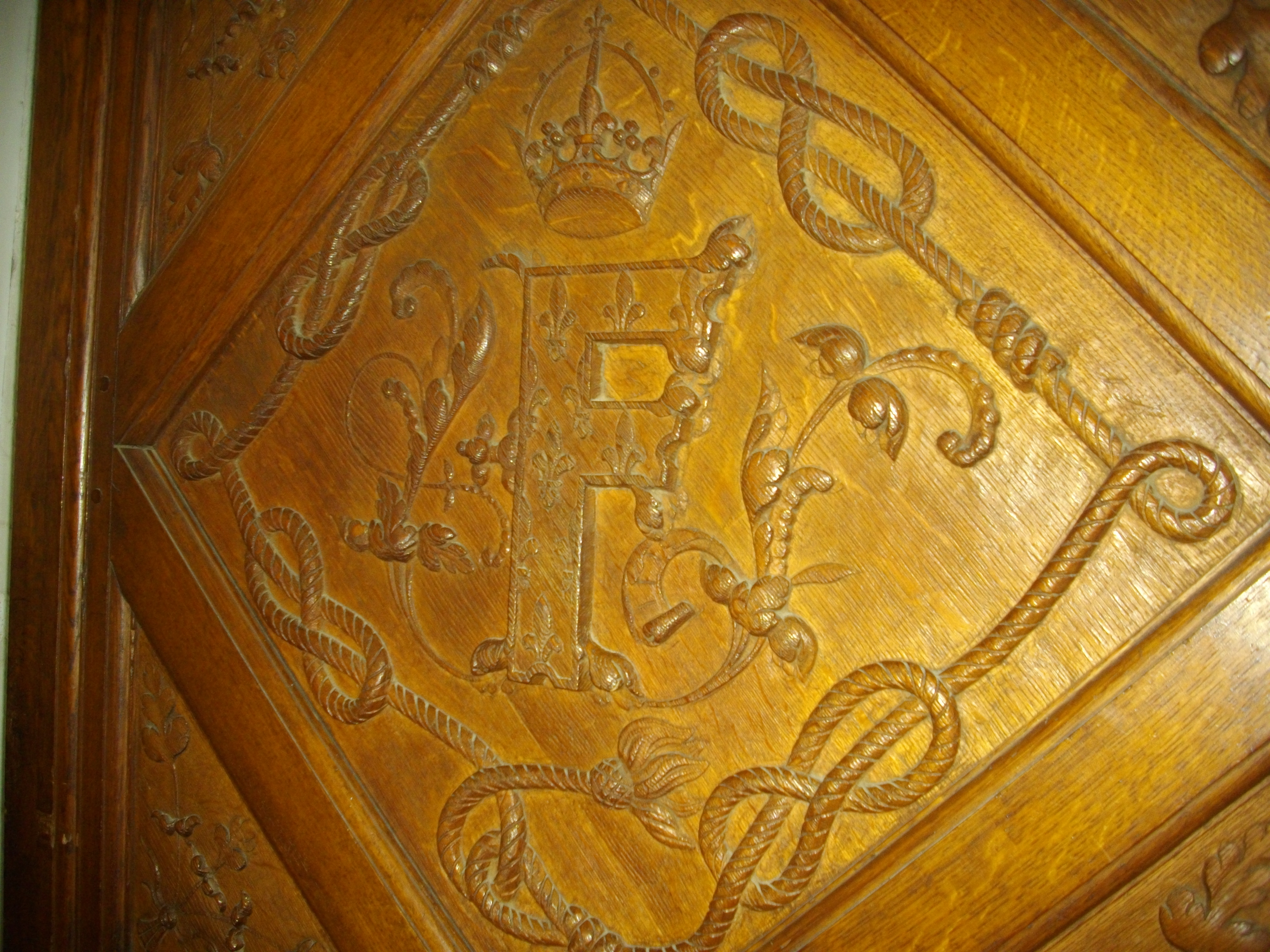
Quatre nœuds en huit ou nœuds de Savoie sur le monogramme de François Ier sur une porte de la salle des Illustres au Château de Chambord (Loir-et-Cher, France)

Le nœud de Savoie est une figure héraldique appelée plus généralement « lacs d’amour » (à prononcer la d’amour). Il est utilisé dans l’emblématique de la maison de Savoie à partir du XIVe siècle, d’où son nom.

## Description
Le nœud de Savoie est représenté comme un nœud en huit, c'est-à-dire un nœud lâche, à double boucle, en forme de 8. Il est souvent associé au motto FERT de la maison de Savoie. Son usage n'est attesté qu'après 1382.
Instauré durant le règne du comte puis duc de Savoie Amédée VIII avec la mise en place de l'ordre du Collier, il possède un triple sens : « personnel (le comte), dynastique (la maison de Savoie) et institutionnel (l'ordre du Collier) ».
On retrouve une représentation du nœud sur la façade du château d'Azay-le-Rideau. Le roi de France François Ier l'a fait sculpter en hommage à sa mère, Louise de Savoie.

Un nœud en huit.
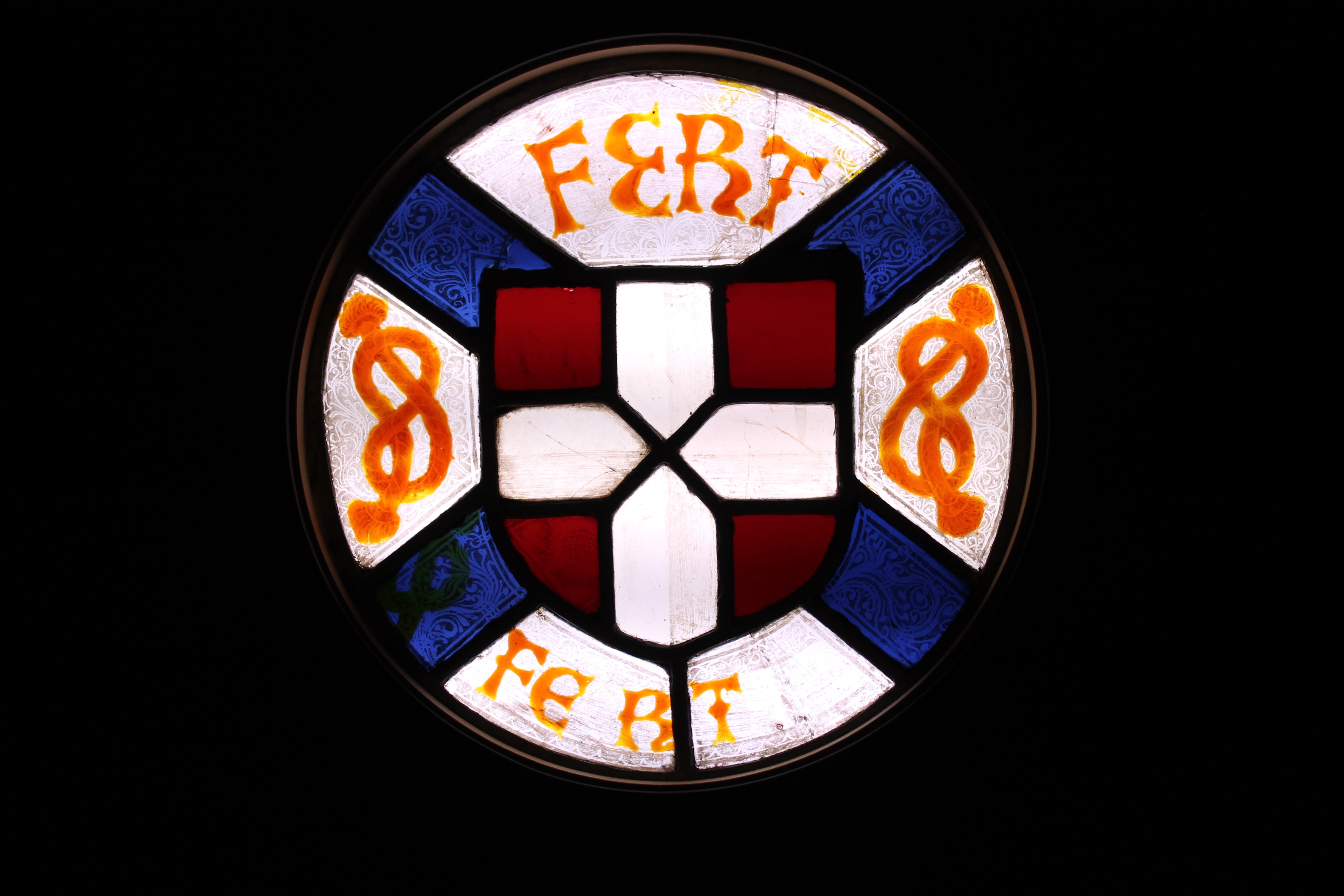
Vitrail aux armes d'Amédée VIII, réalisé par le verrier suisse Janin Loysel (verre et plomb, collection privée, déposée à la Fondation du château de Ripaille). Au centre, les armes de la maison de Savoie de gueule à la croix d'argent, entourées de deux lacs d'amour et de la devise FERT de la famille.
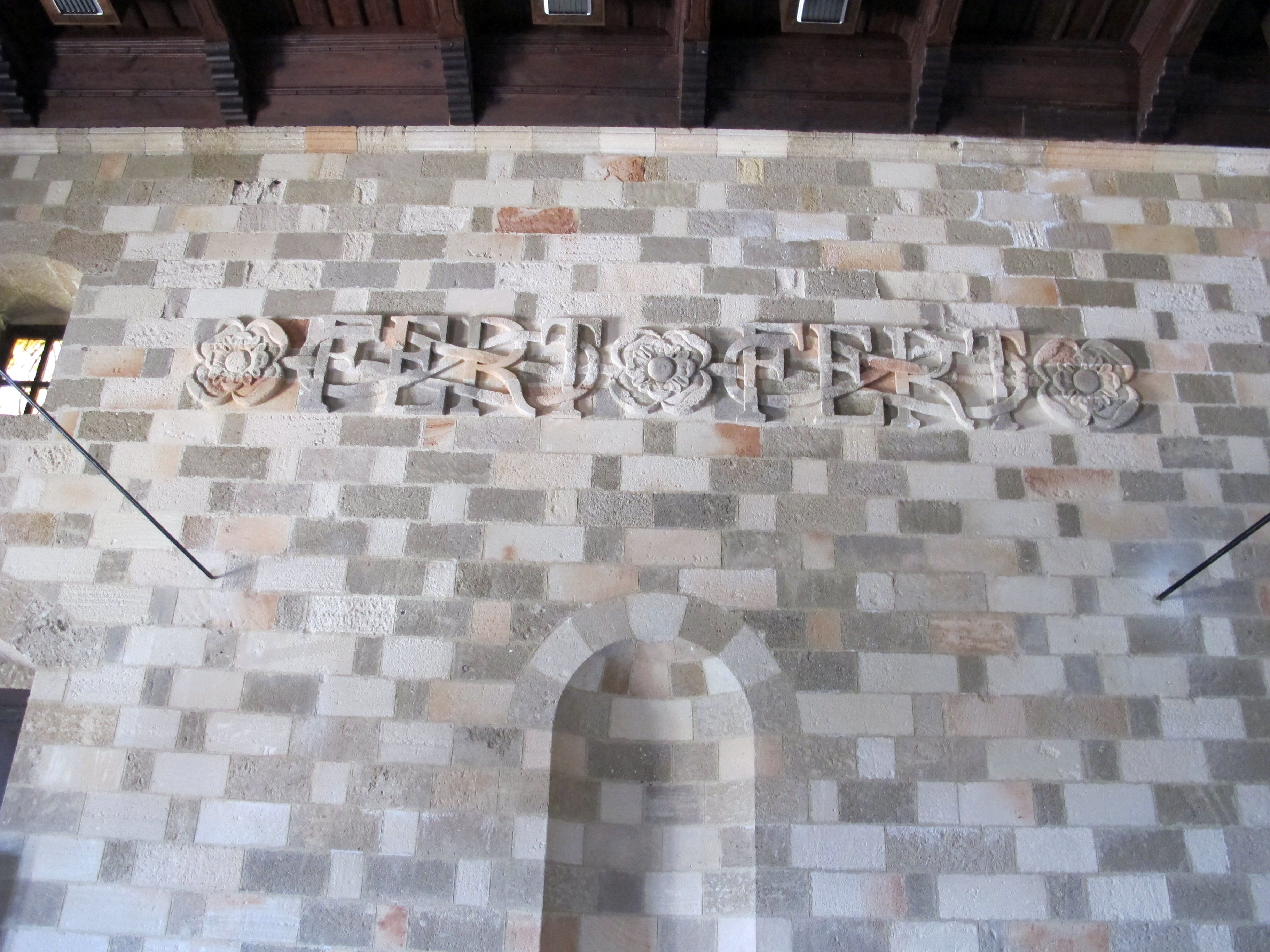
Palais des grands maîtres de Rhodes : nœud de Savoie mêlé aux lettres de la devises FERT.
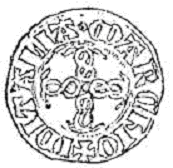
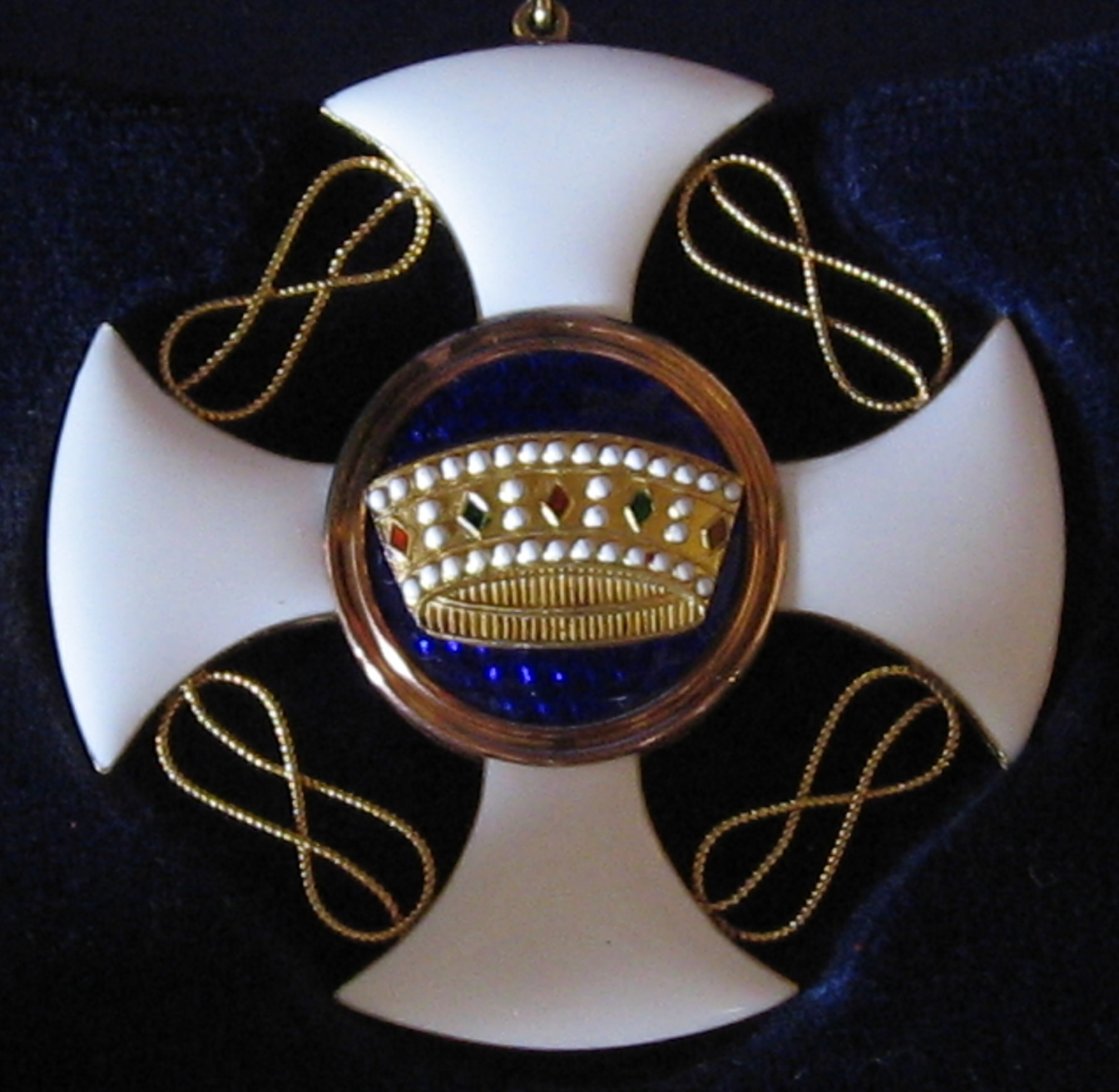
Ordre de la couronne d’Italie.

## Signification
Le nœud symbolise plusieurs notions comme la fixation, l’amour, ainsi que la fidélité. Par opposition, si le nœud est défait, il désignera les notions de crise ou de mort.

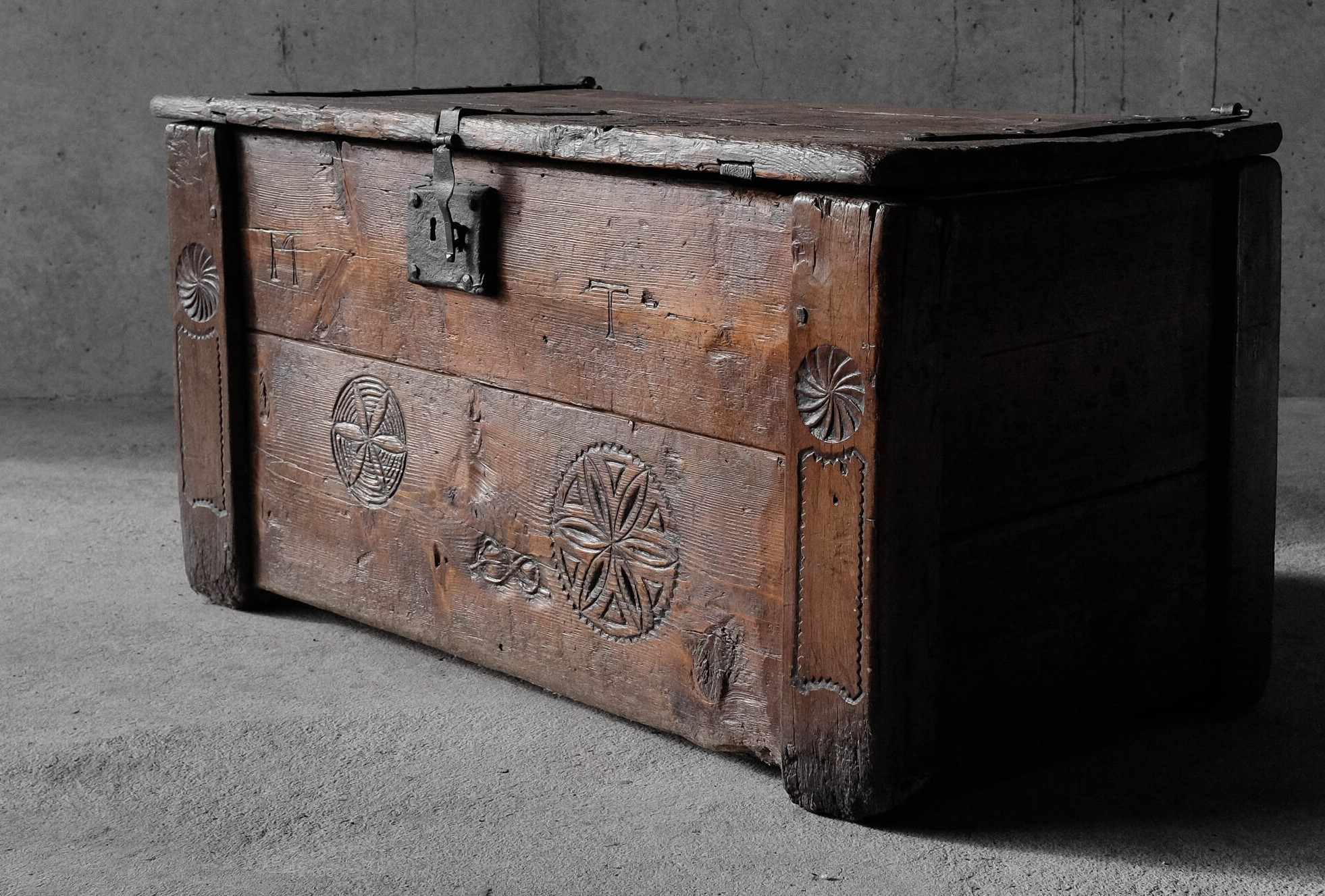
Coffre Savoyard traditionnel avec le symbole du nœud de Savoie ou des Lacs d'Amour.

## Usages
Le nœud peut être utilisé sur les meubles sculptés en bois avec pour connotation la notion de « grande valeur ». Sa présence sur l'objet est un signe de sa provenance savoyarde.

## Autres nœuds
Sous le nom de « cordelière (à nœuds) », il apparaît à la même époque dans l'emblématique des ducs de Bretagne. Le duc François Ier de Bretagne, fiancé dans sa jeunesse à la fille du comte Amédée VIII, avait ajouté à son emblématique une cordelière de même forme, très probablement en référence à l'ordre des frères mineurs, également appelé « ordre des Cordeliers », dédié à saint François d'Assise. Les ducs et duchesses de Bretagne, après François Ier, feront usage de cet emblème, qui passera par héritage aux rois Valois (voir également Ordre de la Cordelière).
Par analogie, le nœud de Savoie est une figure en voltige aérienne, également appelée « huit cubain ».